# Yoram Moefana
Yoram Falatea Moefana (Francia, 18 de julio de 2000), más conocido como Yoram Moefana, es un jugador profesional francés de rugby que se desempeña en la posición de centro exterior en Union Bordeaux Bègles, equipo perteneciente a la liga Top 14.

## Carrera
Moefana es un jugador de formación francesa (JIFF). Comenzó su carrera deportiva con el equipo Union Sportive Athlétique de Limoges, en el cual jugó una temporada (2012-2013), después pasó a Union sportive Colomiers rugby (2013-2019), luego a Union Bordeaux Bègles, donde lleva jugando cinco temporadas.